# Oxypetalum pilosum
Oxypetalum pilosum là một loài thực vật có hoa trong họ La bố ma. Loài này được Gardner mô tả khoa học đầu tiên năm 1842.